# Karl Mertens (Philosoph)
Karl Mertens (* 25. Mai 1958 in Aachen) ist ein deutscher Philosoph.

## Leben
Von 1978 bis 1985 studierte Mertens Philosophie, Deutsch und Geschichte an der Universität zu Köln, an der Albert-Ludwigs-Universität Freiburg und an der Universität Zürich. Er leistete von 1985 bis 1986 seinen Zivildienst ab. Von 1988 bis 1993 war er Wissenschaftlicher Mitarbeiter an der Universität Köln und wurde 1993 promoviert. 1994 wurde er Wissenschaftliche Hilfskraft am Kant-Archiv der Universität Marburg und hatte von 1995 bis 1996 ein Stipendium der Deutschen Forschungsgemeinschaft. An der Universität Kiel war er zunächst ab 1996 wissenschaftlicher Assistent und wurde dort Oberassistent am Philosophischen Seminar. 2000/2001 habilitierte er sich. 2002 übernahm er eine Vertretungsprofessur für Philosophie an der Universität Köln. Seit 2004 ist Mertens Professor für Philosophie an der Julius-Maximilians-Universität Würzburg. Von 2007 bis 2009  war Mertens Präsident der Deutschen Gesellschaft für phänomenologische Forschung.

## Schriften (Auswahl)
- Zwischen Letztbegründung und Skepsis. Kritische Untersuchungen zum Selbstverständnis der transzendentalen Phänomenologie Edmund Husserls.  (Orbis Phaenomenologicus VI, 1), Freiburg/München (Alber) 1996 ISBN 3-495-47818-3